# بضع الجذر
بضع الجذر الانتقائي الظهري (إس دي آر)، والمعروف أيضًا باسم بضع الجذر (باللغة الإنجليزية: Rhizotomy)، بضع الجذر الظهري، أو بضع الجذر الخلفي الانتقائي، عملية جراحية عصبية تخرّب جذور الأعصاب المسببة للمشاكل في النخاع الشوكي بشكل انتقائي. ثبت هذا الإجراء جيدًا في الأدبيات بمثابة تدخل جراحي، ويستخدم لتخفيف الأعراض السلبية للحالات العصبية العضلية مثل الشلل المزدوج التشنجي وأشكال أخرى من الشلل الدماغي التشنجي. تُحدد الأعصاب الحسية المسببة للتشنج باستخدام تحفيز تخطيط كهربائية العضل (إي إم جي) وتُصنّف على مقياس من 1 (خفيف) إلى 4 (تشنج شديد). تُعزل الاستجابات العصبية غير الطبيعية (عادةً ما تكون درجة 3 أو 4) وتُقطع، وبالتالي تقليل أعراض التشنج.
يُعرّف التشنج على أنه زيادة في سرعة انقباض العضلات استجابة للتمدد. تنتج حالة العصبون الحركي العلوي هذه عن نقص في الإشارات النازلة من الدماغ والتي تطلق بالحالة الطبيعية ناقلًا عصبيًا مثبطًا هو حمض غاما أمينوبيوتيريك (غابا)، والذي يعمل على تثبيط استثارة الخلايا العصبية في الجهاز العصبي. اعتُقِد أن التشنج ناتج عن زيادة مفرطة في إشارات الاستثارة من الأعصاب الحسية دون تثبيط سليم من قبل غابا. هناك حالتان شائعتان مصاحبتان لهذا النقص في الإشارات النازلة هما الشلل المزدوج الدماغي والإصابة الدماغية المكتسبة.

## الخلفية
بضع الجذر الظهري/بضع الجذر الظهري الانتقائي (إس دي آر)، أو أحيانًا يُشار إليه باسم بضع الجذر الخلفي الانتقائي (إس بّي آر)، هو الشكل الأكثر استخدامًا من بضع الجذر، وهو اليوم علاج أساسي للشلل المزدوج التشنجي، يُقال إنه من الأفضل القيام به في السنوات الأصغر قبل حدوث تشوهات العظام والمفاصل نتيجة قوى الشد المحدثة بالتشنج، ولكن يمكن إجراؤها بأمان وفعالية على البالغين أيضًا. يُجرى شق في الجزء السفلي من الظهر فوق الأرداف مباشرة حتى الوصول إلى الأعصاب.
إس دي آر إجراءٌ دائم يعالج التشنج من جذره العصبي العضلي: أي في الجهاز العصبي المركزي الذي يحتوي على الأعصاب الشاذة المسببة لتشنج تلك العضلات المعنية في المقام الأول. بعد بضع الجذور، بافتراض عدم وجود مضاعفات، عادة يزول التشنج بشكل كامل، ما يكشف عن القوة «الحقيقية» (أو غيابها) للعضلات بمعزل عن حالة التشنج. تختلف نتائج إس دي آر بشكل أساسي عن الإجراءات الجراحية العظمية، إذ يحدث فيها زوال التشنج بشكل مؤقت.
نظرًا إلى اعتماد العضلات على التشنج لأداء وظيفتها، معظم الأوقات هناك ضعف شديد بعد بضع الجذر، وسيتعين على المريض العمل بجد لتقوية العضلات الضعيفة من خلال العلاج البدني المكثف، وتعلم عادات الحركة والمهام اليومية في الجسم دون وجود التشنج.
عادةً ما يُجرى بضع الجذر على الأطفال المصابين بالشلل الدماغي التشنجي الذين تتراوح أعمارهم بين 2 و6 سنوات، إذ أنه النطاق العمري الخالي من التشوهات العظمية الناتجة عن التشنج، أو تكون فيه ضئيلة. يزعم الأطباء أيضًا بشكل مختلف أن هناك ميزة أخرى لإجراء الجراحة في سن مبكرة وهي سهولة إعادة تقوية العضلات لهؤلاء الأطفال الصغار جدًا وتعلم كيفية المشي، فغالبًا لا يذكرون في وقت لاحق من الحياة حتى الفترة الزمنية التي عاشوا فيها مع التشنج على الإطلاق. ومع ذلك، أثبتت أخيرًا الحالات الأخيرة لعمليات إس دي آر الناجحة بين أولئك الذين يعانون من شلل مزدوج تشنجي لجميع الفئات العمرية الرئيسية (السنوات 3-40 وما فوق) فعاليتها الشاملة وسلامتها بغض النظر عن عمر المريض المصاب بالشلل المزدوج التشنجي. هناك رأي مخالف لوجهة النظر السائدة في ما يتعلق بالسنوات الأصغر وهي أنه قد يكون من الأسرع والأسهل إعادة بناء عضلات المريض الأكبر سنًا واستعادة المشي يمكن أن تحدث بشكل أسرع لدى المريض الأكبر سنًا لأن المريض ناضج تمامًا ومدرك لما يجري، وبالتالي يمكن أن يعمل بجد أكبر وبتركيز أكبر من الطفل الصغير. لدى هاتين المدرستين الفكريتين أُسس صحيحة بشكل موضوعي لحججهما، وبالتالي يُدافع عنها بشكل مكثف من قبل مؤيديها.

## الاستخدامات الطبية
لا يستفيد جميع الأشخاص المصابين بالشلل الدماغي التشنجي من عملية إس دي آر. بالنسبة لأولئك الذين تقل أعمارهم عن 18 عامًا، يتطلب بضع الجذر أن يكونوا:
- بعمر سنتين على الأقل
- مشخصين بمستويات متوسطة أو أعلى من الشلل المزدوج التشنجي أو الشلل الرباعي التشنجي أو الشلل النصفي التشنجي [6]
- لديهم شكل من أشكال الحركة المستقلة؛ على سبيل المثال، الزحف أو المشي باستخدام جهاز مساعد أو بدونه
- سوابق لولادة مبكرة؛ في حالة الولادة بتمام الحمل، يجب أن يكون لدى الطفل علامات نموذجية لشلل الأطفال المزدوج التشنجي
- خاليين من الضرر الشديد للعقد القاعدية عند التصوير بالرنين المغناطيسي
- إمكانية تحسين المهارات الوظيفية

بالنسبة للبالغين الذين تتراوح أعمارهم بين 19 و40 عامًا، يتطلب بضع الجذر:
- تشخيص الشلل المزدوج التشنجي
- سوابق لولادة مبكرة
- يتحرك المريض قبل العملية بشكل مستقل دون الحاجة إلى جهاز مساعد
- لا توجد تشوهات عظمية ثابتة تمنع المشي الحالي أو تمنع المشي بعد عملية إس دي آر؛ في هذه الحالات، يجب أن تُحرر العظام أولًا، وبعد ذلك يمكن مناقشة إجراء عملية إس دي آر.
- إمكانية تحقيق مكاسب وظيفية بعد العملية
- دافع شديد لحضور العلاج البدني المكثف وأداء برنامج تمارين منزلية

على العدد المحدود من الأشخاص البالغين المصابين بالشلل المزدوج التشنجي الذين عولجوا ببضع جذري، فإن المكاسب الوظيفية المُرضية لدى المرضى البالغين مشابهة لتلك المكتسبة لدى الأطفال.
اعتبارًا من عام 2014، ومعايير اختيار المرضى المرشحين للعملية والمستخدمة في جميع أنحاء العالم للعملية غير منسجمة، والبعض فقط من قاس قدرات المرضى المرشحين للعمل الجراحي قبل العملية.

### الآثار طويلة المدى
الآثار الطويلة المدى لإس دي آر غير معروفة إلى حد كبير. أُجريت جراحة بضع الجذر الظهري الانتقائي بشكل روتيني على مدى العقود العديدة الماضية على الأطفال المصابين بالشلل الدماغي التشنجي، مع توفر القليل من الأدلة لدعم النتائج الإيجابية للعملية على المدى الطويل.

### الظروف المطلوبة
يجب أن يكون لدى جميع المرشحين لعمليات بضع الجذور قوة عضلية جيدة في الساقين والجذع. يجب أن يكون هناك أيضًا دليل على التحكم الحركي المناسب، أو القدرة على القيام بحركات متبادلة للزحف أو المشي، والانتقال بسرعة معقولة من وضع إلى آخر. بشكل عام، فإن الأطفال المرشحين لجراحة بضع الجذر هم المصابون بالشلل الدماغي الذين أظهروا تقدمًا في التطور الحركي مناسبًا للعمر، ولكن يعيق التشنج تطور المهارات و/أو يسبب أنماطًا معينة من المشي مثل مشية المقص. في البالغين، المتطلبات الأساسية هي أن يكون الشخص قادرًا على التنقل بشكل مستقل، ولكن التشنج يحد من طاقة ومرونة وسرعة المشي والتوازن وأحيانًا يسبب الألم/التشنجات العضلية.

## المعايير
معايير أهلية المريض للعمل الجراحي من مستشفى سانت لويس للأطفال هي: 

### المشي بشكل مستقل
بعد الجراحة، جميع المرضى الذين استطاعوا المشي بشكل مستقل قبل الجراحة استعادوا ذلك في غضون أسابيع قليلة بعد الجراحة. يحافظ المرضى على المشي المستقل لفترة طويلة؛ يمكن أن يحتاج آخرون إلى جهاز مساعد عندما يواجهون صعوبة في المشي بشكل مستقل. في جميع الحالات تقريبًا، يمكن التخلص من التشنج وتحسين جودة المشي المستقل، ومع ذلك، يصبح العلاج البدني والمثبتات الداعمة غير ضرورية بعد عملية إس دي آر. نادرًا ما تكون الجراحة العظمية مطلوبة بعد إس دي آر.

### المشي باستخدام المشّايات أو العكازات
في الأطفال الذين تتراوح أعمارهم بين 2-7 سنوات الذين يمشون باستخدام مشّاية أو عكازين قبل عملية إس دي آر، يمكنهم المشي بشكل مستقل بعد الإجراء الجراحي. بمجرد تحقيق المشي المستقل، يمكنهم الحفاظ عليه.
في الأطفال الذين تزيد أعمارهم عن 7 سنوات ويمشون بمساعدة عكازات، يمكنهم المشي المستقل (داخل المنزل أو خارجه) بعد العملية. في حال كانوا يمشون بمساعدة مشّاية، فمن المرجح أن يحتاجوا لها بعد الإجراء، رغم أن العملية تحسّن جودة المشي المدعّم وحركات الانتقال وتخفف من تشوهات الساقين، إلّا أن العديد من هؤلاء المرضى سيحتاج إلى جراحات عظمية بعد عملية إس دي آر.

### مضادات الاستطباب
هناك عدد قليل من الحالات السريرية التي من المحتمل ألا يكون فيها شخص ما مرشحًا للجراحة. تشمل هذه الحالات أولئك الذين أُصيبوا بالتهاب السحايا أو عدوى دماغية خلقية (مكتسبة أثناء الولادة) أو استسقاء خلقي لا علاقة له بالولادة المبكرة للشخص أو شخص يعاني من صدمة في الرأس أو شخص يعاني من نوع ما من الأمراض العائلية (على سبيل المثال، يُقال إن هؤلاء المصابون بالشلل المزدوج التشنجي الوراثي ليسوا مرشحين لعملية إس دي آر). يُستبَعد أيضًا الأشخاص الذين يعانون من شلل الدماغ «المختلط» مع وجود صلابة أو خلل التوتر السائد أو الكنع الشديد أو الرنح؛ وأولئك الذين يعانون من الجنف الشديد. ومع ذلك، كما هو الحال مع أي إجراء، هناك حاجة إلى تقييم فردي في جميع الحالات لتحديد الأهلية.

## المضاعفات
هناك دائمًا حساسية غير طبيعية ووخز في الجلد على القدمين والساقين بعد عملية إس دي آر بسبب طبيعة الأعصاب المجرى عليها عمل جراحي، لكنها تزول عادة في غضون ستة أسابيع. لا توجد طريقة لمنع الحساسية غير الطبيعية في القدمين. يمكن أن يحدث تغير عابر في ضبط المثانة، لكنه يزول أيضًا في غضون بضعة أسابيع.
إذا بقيت درجة معينة من التنميل الدائم في بعض عضلات الساق، مثل عضلات الفخذ والكاحلين والقدمين، فالتغير غير كافي عادةً لكي يؤدي إلى غياب الشعور والإحساس أو الشعور بالتغيرات في درجة الحرارة أو الضغط، وما إلى ذلك. ببساطة يُشعر بأماكن العضلات المتأثرة بدرجة أقل من ذي قبل، ويُقال إن المفاضلة لصالح سهولة الحركة تستحق هذا التغيير إلى حد كبير، في حال حدوثه.
بشكل عام، هناك خطر إجمالي بنسبة 5-10% لحدوث أي من المخاطر التالية الأكثر خطورة نتيجة لعملية إس دي آر.
- شلل دائم في الساقين والمثانة.
- العجز الجنسي الدائم
- فقدان و/أو تنميل حسي شديد بما يكفي لعدم الشعور بأي شيء في الساقين (وليس الشلل؛ يُحتفظ بالحركة)
- عدوى الجروح والتهاب السحايا -عادة ما تُضبط باستخدام المضادات الحيوية
- تسرب السائل الشوكي من خلال الجرح، ويمكن إصلاحه أيضًا؛ عبر مراقبة الفريق الجراحي للمريض عن كثب بعد الجراحة.

عانى عدد قليل من المرضى في سانت لويس من التهابات المسالك البولية والالتهاب الرئوي، ولكن عُولجوا بنجاح.